# Lophotarsia lichenosa
Lophotarsia lichenosa là một loài bướm đêm trong họ Noctuidae.